# Campeonato Brasileiro de Basquete
Die Campeonato Brasileiro de Basquete ist eine professionelle Basketballmeisterschaft in Brasilien. Die Wettkämpfe werden durch die Confederação Brasileira de Basketball organisiert und werden seit 1990 ausgetragen.
Während der Saison 2005/2006 wurde der Spielbetrieb abgebrochen, infolge eines Streites zwischen der Campeonato Brasileiro de Basquete und der von Oscar Schmidt geführten NLB ("Nossa Liga de Basquete").
Wegen häufigen Organisationsproblemen erhielt die Liga 2004 den Spitznamen "Liga do Busão" ("Busliga"), wegen des Transports mit dem Bus, da sich die Confederação Brasileira de Basketball nicht mehr bereit erklärte die teuren Flüge zu zahlen.

## Meisterschaften

### Taça Brasil de Basquete
Die Taça Brasil de Basquete (Brazilian Basketball Cup) wurde von 1965 bis 1989 ausgetragen, seither findet die Campeonato Brasileiro de Basquete (Brazilian Basketball Championship) statt.
| Jahr    | Meister                             |
| ------- | ----------------------------------- |
| 1965    | SC Corinthians Paulista (São Paulo) |
| 1966    | SC Corinthians Paulista (São Paulo) |
| 1967    | Botafogo FR (Rio de Janeiro)        |
| 1968    | EC Sirio (São Paulo)                |
| 1969    | SC Corinthians Paulista (São Paulo) |
| 1970    | EC Sirio (São Paulo)                |
| 1971    | Franca BC (Franca, SP)              |
| 1972    | EC Sirio (São Paulo)                |
| 1973    | Vila Nova FC (Goîania)              |
| 1974    | Franca BC (Franca, SP)              |
| 1975    | Franca BC (Franca, SP)              |
| 1976    | Wettbewerb nicht ausgespielt        |
| 1977    | SE Palmeiras (São Paulo)            |
| 1978    | EC Sirio (São Paulo)                |
| 1979    | EC Sirio (São Paulo)                |
| 1980    | Franca BC (Franca, SP)              |
| 1981    | TC São José                         |
| 1982    | CA Monte Líbano                     |
| 1983    | EC Sirio (São Paulo)                |
| 1984    | CA Monte Líbano                     |
| 1985    | CA Monte Líbano                     |
| 1986    | CA Monte Líbano                     |
| 1987    | CA Monte Líbano                     |
| 1988/89 | EC Sirio (São Paulo)                |

### Campeonato Brasileiro de Basquete
Seit 2002 wird bei den meisten Teamnamen zuerst der Sponsor genannt, genau wie zur Saison 1992 und von 1996 bis 2000. In der nachfolgenden Aufstellung wird zuerst der Vereinsname angegeben, danach folgt in Klammern der Heimatort mit Kürzel für den Bundesstaat und nach dem Trennstrich der Sponsor.
| Jahr | Meister                                                    |
| ---- | ---------------------------------------------------------- |
| 1990 | Franca BC - Ravelli                                        |
| 1991 | Franca BC - Ravelli                                        |
| 1992 | Cesp (Rio Claro) - Blue Life                               |
| 1993 | Franca BC - Sabesp                                         |
| 1994 | Corinthians SC (Santa Cruz do Sul, RS) - Pitt              |
| 1995 | Cesp (Rio Claro)                                           |
| 1996 | SC Corinthians Paulista (São Paulo) - Amway                |
| 1997 | Franca BC - Cougar                                         |
| 1998 | Franca BC - Marathon                                       |
| 1999 | Franca BC - Marathon                                       |
| 2000 | CR Vasco da Gama (Rio de Janeiro)                          |
| 2001 | CR Vasco da Gama (Rio de Janeiro)                          |
| 2002 | Associção Bauru BC (Bauru, SP) - Tilibra - Copimax         |
| 2003 | Associção Desportiva COC (Ribeirão Preto, SP)              |
| 2004 | Uberlândia TC (Uberlândia, MG) - Universidade do Triângulo |
| 2005 | Telemar (Rio de Janeiro)                                   |
| 2006 | Winner Basquete Limeira (Limeira, SP)                      |
| 2007 | Universo (Universidade Salgado de Oliveira / Brasília)     |
| 2008 | CR Flamengo (Rio de Janeiro) - Petrobras                   |

### Novo Basquete Brasil
Seit 2009 wird die brasilianische Basketballmeisterschaft unter dem Namen Novo Basquete Brasil (dt.: "Neuer Basketball Brasilien") ausgetragen.
- 2009 CR Flamengo (Rio de Janeiro)
- 2010 UniCEUB/BRB/Brasília
- 2011 UniCEUB/BRB/Brasília
- 2012 UniCEUB/BRB/Brasília
- 2013 CR Flamengo (Rio de Janeiro)
- 2014 CR Flamengo (Rio de Janeiro)
- 2015 CR Flamengo (Rio de Janeiro)
- 2016 CR Flamengo (Rio de Janeiro)
- 2017 Gocil/Bauro Basket, (Bauru, SP)
- 2018 CA Paulistano/Corpore (Sao Paulo)

## Titelbilanz
| Titel | Verein |
| ----- | --- |
| 8     | Franca Basquetebol Clube, (Franca, SP) |
| 7     | Esporte Clube Sírio, (São Paulo) |
| 6     | CR Flamengo (Rio de Janeiro) |
| 5     | Clube Atlético Monte Líbano (?) |
| 4     | SC Corinthians Paulista, (São Paulo) |
| 3     | UniCEUB/BRB/Brasília |
| 2     | Cesp (Rio Claro, ?) CR Vasco da Gama, (Rio de Janeiro) Associação Bauru Basquete Clube, (Bauru, SP) |
| 1     | Botafogo FR, (Rio de Janeiro) Associação Desportiva COC, (Ribeirão Preto, SP) Corinthians Sport Club (Santa Cruz do Sul, RS) Sociedade Esportiva Palmeiras (São Paulo) Telemar (Rio de Janeiro) Tênis Clube São José dos Campos (São José dos Campos, SP) Universidade do Triângulo/Uberlândia Tênis Clube "Unitri/Uberlândia" (Uberlândia, MG) Universidade Salgado de Oliveira "Universo" (Brasília, DF) Vila Nova FC (Goiânia, GO) Winner Basquete Limeira (Limeira, SP) CA Paulistano/Corpore (Sao Paulo) |